# Führungsunterstützungszentrum
Das Führungsunterstützungszentrum (FüUZ) war von 2011 bis 2016 das Kompetenzzentrum des Österreichischen Bundesheeres in den Bereichen
- Führungsunterstützung (FüU)
- Informations- und Kommunikationstechnologie (IKT)
- Militärisches Geowesen (MilGeoW)
- fachbezogene Aus- und Weiterbildung auf allen Gebieten der FüU

Am 1. Jänner 2017 wurde das Führungsunterstützungszentrum in Kommando Führungsunterstützung und Cyber Defence umbenannt.

## Struktur
Das Führungsunterstützungszentrum hatte folgende Gliederung:
- Führungsabteilung
- Institut für Militärisches Geowesen
- Abteilung IKT-Innovation
- Bereich Applikationen
- Bereich IKT-Technik
- Bereich IKT-Betrieb
- Führungsunterstützungsschule

## Dislokation
Das Führungsunterstützungszentrum war mit dem Kommando und dem größten Anteil im
- Amtsgebäude Stiftgasse, Stiftgasse 2a, 1070 Wien

untergebracht.
Teile des FüUZ in Wien waren in folgenden Liegenschaften disloziert:
- Kommandogebäude Heckenast-Burian
- Starhemberg-Kaserne
- Militärische Liegenschaft Breitensee

Weitere Außenstellen in den Bundesländern für die Benutzerbetreuung:
- Amtsgebäude Steiner (früher FM Conrad) (Tirol)
- Schwarzenbergkaserne (Salzburg)
- Amtsgebäude Garnisonstraße (Oberösterreich)
- Windischkaserne (Kärnten)
- Fliegerhorst Hinterstoisser, Belgier-Kaserne (Steiermark)
- Kommandogebäude Feldmarschall Hess (Niederösterreich)

## Geschichte

### 1962–1983
EDV-Referate in der Zentralstelle des Bundesministeriums für Landesverteidigung (BMLV)
In die Zeit der frühen Sechzigerjahre des 20. Jahrhunderts fallen die ersten grundsätzlichen Überlegungen im Bundesministerium für Landesverteidigung, die elektronische Datenverarbeitung zur Unterstützung der Verwaltung einzusetzen.
Mit 1. Oktober 1962 wurde die Basis für den Einsatz der EDV im Bundesheer mit der Bildung eines Hauptreferats EDV in der damaligen Organisationsabteilung des BMLV geschaffen.
Bis 1983 wurden die Aufgaben der elektronischen Datenverarbeitung des Bundesheeres im selbständigen Referat EDV in der Abteilung Informatik, Fernmeldewesen und Elektronik des BMLV wahrgenommen.
Dieses Referat war mit den Jahren auf über 100 Mitarbeiter gewachsen, und 1982 wurden die Vorarbeiten für eine Ausgliederung aus der Zentralstelle aufgenommen.

### 1983–2002
Heeres-Datenverarbeitungsamt (HDVA)
Diese Reorganisationsüberlegungen führten zu der mit Wirksamkeit vom 1. Juni 1983 erfolgten Errichtung des Heeres-Datenverarbeitungsamtes als unmittelbar nachgeordnete Dienststelle des Bundesministeriums für Landesverteidigung.
Mit Wirkung vom 1. März 2001 wurden die Bediensteten der Rechenzentren der Militärkommanden in das HDVA in den Bereich der Benutzerbetreuung übernommen.
Mit März 2002 wurden die Mitarbeiter der IT-Teile der Heeres-Bauverwaltung in den Entwicklungsbereich des HDVA integriert.
| Leiter des HDVA             | Zeitraum              |
| --------------------------- | --------------------- |
| Divisionär Kurt Rössner     | 01.06.1983–30.04.1984 |
| Brigadier Josef Hudal       | 01.05.1984–31.07.1984 |
| Divisionär Otto Horak       | 01.08.1984–30.03.1989 |
| Brigadier Josef Hudal       | 01.04.1989–30.08.1989 |
| Divisionär Franz-Josef Regl | 01.09.1989–30.11.2002 |

### 2002–2010
Kommando Führungsunterstützung (KdoFüU)
Im Rahmen der Reorganisationsmaßnahmen im Jahre 2002 wurden
- das Heeres-Datenverarbeitungsamt,
- der Stab Fernmeldeführung,
- Teile des Amts für Wehrtechnik und
- die Abteilungen
  - Fernmelde- und Elektronisches Gerät (FMEG) und
  - Einkauf

des BMLV organisatorisch zusammengeführt, und mit Wirkung vom 1. Dezember 2002 wurde das Kommando Führungsunterstützung errichtet.
Gleichzeitig wurde eine IKT-Direktion im Rüstungsstab der Zentralstelle des BMLV eingerichtet und der Kommandant des KdoFüU als Leiter dieser IKT-Direktion eingeteilt. Im Zuge der neuerlichen Reorganisation der Zentralstelle des BMLVS im Jahr 2008 wurde die IKT-Direktion aufgelassen. Gleichzeitig wurden die Abteilungen IKT-Systeme und IKT-Einkauf in die Zentralstelle übergeleitet. Damit verlor das KdoFüU seine Integration in die Zentralstelle und war ab 1. Juni 2008 eine der Sektion III/BMLVS unmittelbar nachgeordnete Dienststelle.
| Kommandanten des KdoFüU    | von–bis               |
| -------------------------- | --------------------- |
| Brigadier Hermann Loidolt  | 01.12.2002–31.05.2008 |
| Brigadier Peter Klocko     | 01.06.2008–30.11.2010 |
| Brigadier Siegfried Wieser | 01.12.2010–31.12.2010 |

### 2011–2016
Führungsunterstützungszentrum (FüUZ)
Der Startschuss für das Projekt FüUZ erfolgte seitens BH2010 am 11. Juni 2008. Der Auftrag beinhaltete die Zusammenführung des Kommandos Führungsunterstützung (KdoFüU) mit der Fernmeldetruppenschule (FMTS) und die Aufstellung einer neuen Abteilung IKT-Innovation.
Am 1. Jänner 2011 wurde das Führungsunterstützungszentrum aufgestellt.
Am 1. Jänner 2017 wurde das Führungsunterstützungszentrum in Kommando Führungsunterstützung und Cyber Defence umbenannt.
| Leiter des FüUZ            | von–bis               |
| -------------------------- | --------------------- |
| Brigadier Siegfried Wieser | 01.01.2011–28.02.2011 |
| General Edmund Entacher    | 01.03.2011–30.05.2011 |
| Brigadier Siegfried Wieser | 01.06.2011–30.09.2011 |
| Hofrat Gerhard Hammerl     | 01.10.2011–01.01.2012 |
| ObstdG Andreas Wochner     | 02.01.2012–29.02.2012 |
| Brigadier Hermann Kaponig  | 01.03.2012–31.07.2013 |
| Brigadier Andreas Wochner  | 01.08.2013–31.10.2016 |
| Brigadier Hermann Kaponig  | 01.11.2016–31.12.2016 |